# Porphyrius l'Aurige
Pour les articles homonymes, voir Porphyre.
Porphyre l'Aurige (également connu sous le nom de Calliopas) était un célèbre cocher romain du Ve et VIe siècles. Au temps de Porphyre, les courses de chars romaines étaient à leur apogée. Les auriges étaient des célébrités, et Porphyre était célèbre pour avoir sept monuments construits en son honneur à l'hippodrome de Constantinople. Ces monuments donnent un aperçu de l'histoire de l'époque, et de la vie de Porphyre. L'âge de Porphyre est souvent désigné comme l'âge de l'aurige byzantin. La date de sa mort n'est pas connue, mais il a quitté les courses de chars vers l'âge de 60 ans.

## Informations générales
Né en Libye vers 480 apr. J.-C., le fils d'un certain Calchas, Porphyre était un conducteur de char très habile et intelligent. Il était décrit comme un beau jeune homme, si beau que même une déesse pouvait tomber amoureuse de lui. Sept monuments furent construits tout au long de sa vie pour lui rendre hommage en tant que conducteur de char et en tant que guerrier. Les inscriptions sur les statues et monuments contiennent une foule de renseignements sur Porphyre, allant de son apparence physique aux honneurs qu'il a reçus par l'empereur et de son succès en tant que guerrier. Une grande partie de l'histoire de Porphyre est recueillie grâce à ces statues. Ils sont décrits en détail par une sélection d'épigrammes de l'Anthologie grecque, et par la Chronique de Jean Malalas.

## Un aurige populaire
Bien que son âge exact n'est pas connu, Porphyre était décrit comme un jeune adulte. Porphyre était unique car à son jeune âge, il n'était pas seulement victorieux dans ses nombreuses courses, mais il était également le plus jeune conducteur de char à avoir un monument construit en son honneur. Traditionnellement, un conducteur de char n'avait une statue qu'après son départ à la retraite ; Porphyre était une exception. Porphyre était le meilleur conducteur de char de son temps. Il était le seul à avoir remporté le diversium deux fois dans la même journée. Le diversium était un honneur donné à celui qui gagnait la course de chars en tant que membre d'une équipe (les Bleus), et ensuite gagner à nouveau, sauf qu'il concourait en tant que membre de l'équipe ayant perdu (les Verts). Porphyre a réalisé cet exploit deux fois en une journée. Il était très connu pour son habileté et sa capacité à gagner avec ce qu'il avait. Ceci est illustré par sa capacité à gagner des courses quelle que soit l'équipe dont il faisait partie. Ses courses de chars les plus remarquables eurent lieu dans l'hippodrome de Constantinople, il y a remporté ses plus grands honneurs.
Étant donné le talent de Porphyre, chaque faction voulait l'accueillir dans son équipe. Il est également à noter que Porphyre avait des monuments construits en son honneur par les Verts mais également les Bleus, des témoignages rapportent qu'il était apprécié et recherché pour ses talents d'aurige.